# Takashimadaira (metropolitana di Tokyo)
Takashimadaira (高島平駅?, Takashimadaira-eki) è una stazione della metropolitana di Tokyo che si trova a Itabashi. La stazione è servita dalla linea Mita della Toei Metro.

## Struttura
La stazione è dotata di una banchina centrale a isola con due binari su viadotto.
| 1 | Linea Mita | per Sugamo, Hibiya, Shirokane-Takanawa, Meguro e linea Tōkyū Tōyoko |
| 2 | Linea Mita | per Nishi-Takashimadaira                                            |

## Stazioni adiacenti
| «          | Servizio   | »                   |
| Linea Mita | Linea Mita | Linea Mita          |
| ---------- | ---------- | ------------------- |
| Nishidai   | -          | Shin-Takashimadaira |